# Аццолино, Дечио (младший)
Дечио Аццолино младший (итал. Decio Azzolino juniore; 11 апреля 1623, Фермо, Папская область — 8 июня 1689, Рим, Папская область) — итальянский куриальный кардинал. Про-государственный секретарь Святого Престола с сентября по декабрь 1651. Секретарь бреве князьям, Священной Консисторской Конгрегации и Священной Коллегии кардиналов с 17 июня 1653 по 2 марта 1654. Государственный секретарь Святого Престола с 25 июня 1667 по 9 декабря 1669. Кардинал-дьякон со 2 марта 1654, с титулярной диаконией Сант-Адриано-аль-Форо с 23 марта 1654 по 12 марта 1668. Кардинал-дьякон с титулярной диаконией Сант-Эустакьо с 12 марта 1668 по 22 декабря 1681. Кардинал-священник с титулом церкви Санта-Кроче-ин-Джерусалемме с 22 декабря 1681 по 15 февраля 1683. Кардинал-священник с титулом церкви Санта-Мария-ин-Трастевере с 15 февраля 1683 по 13 ноября 1684. Кардинал-священник с титулом церкви Санта-Прасседе с 13 ноября 1684 по 8 июня 1689.

## Биография
Аццолино родился в Фермо, сын Помпео Аццолино и Джулии Руффо. Он был внучатым племянником кардиналу Дечио Аццолино старшему, именно поэтому часто упоминается как кардинал Децио Аццолино младший.
Получил докторскую степень в области философии, права и теологии в Университете Фермо.
В 1654 году был возведен в кардиналы и стал кардиналом-священником в церкви святого Адриана (Курия Юлия) в Риме.